# Mausoleo di Lucio Munazio Planco

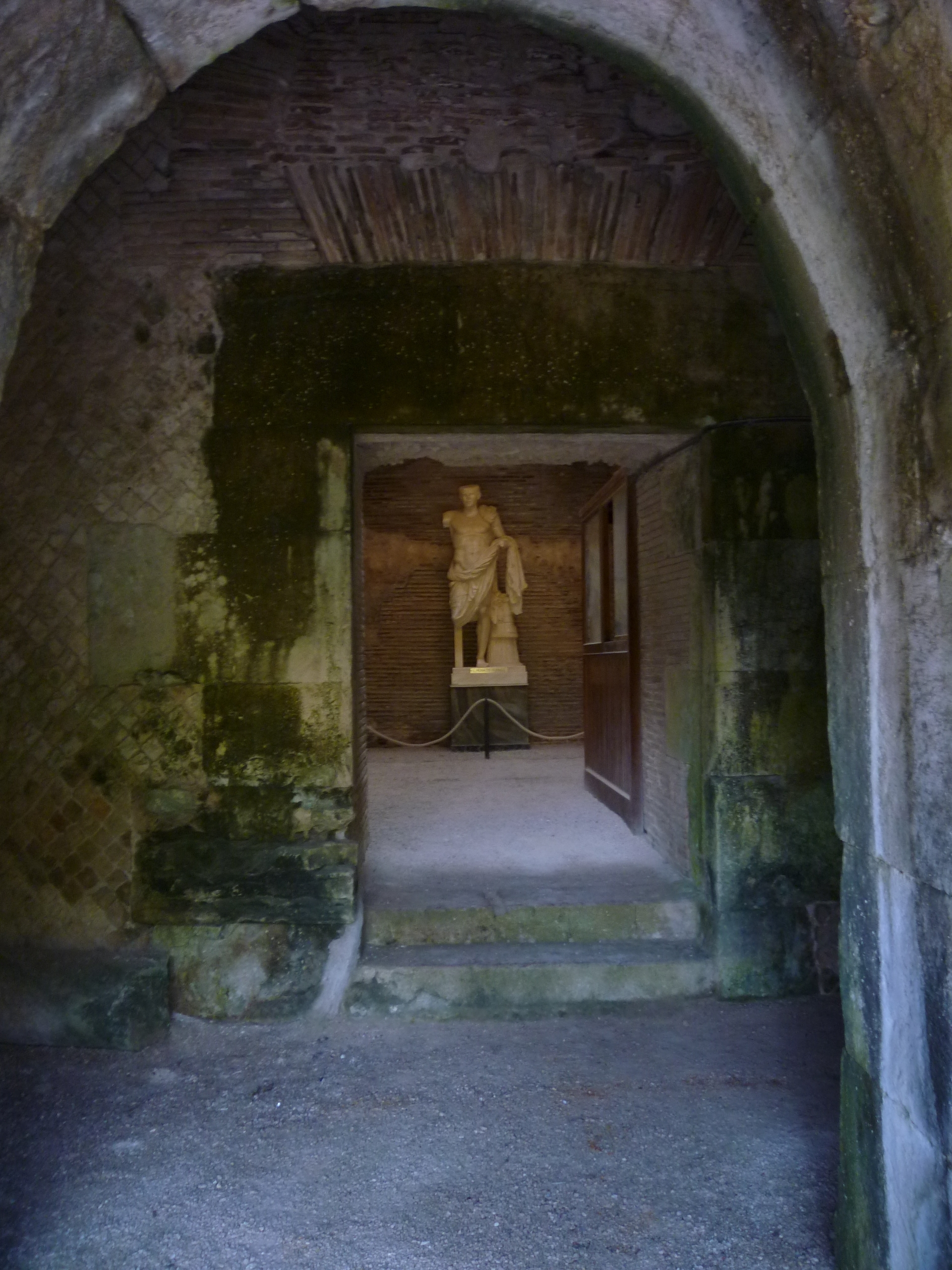
Vista dell'interno con la copia della statua originale di Lucio Munazio Planco.

Il Mausoleo di Lucio Munazio Planco è un edificio funerario che sorge sul monte Orlando, la montagna che sovrasta la città di Gaeta, nel Lazio.

## Descrizione
L'edificio fu costruito per volere di Lucio Munazio Planco, militare e uomo politico romano del periodo della Repubblica.   
La costruzione, che si presenta in un ottimo stato di conservazione, si fa risalire al 22 a.C. ed è di forma perfettamente circolare con copertura a tumulo, oggi non più esistente. 
All'interno, la tomba è costituita da quattro celle con volte a botte accessibili da un corridoio circolare (ambulacro) e disposte secondo i 4 punti cardinali. 
Al giorno d'oggi, le celle ospitano un antiquarium con reperti di diverse epoche storiche e in quella principale posta di fronte all'ingresso si può ammirare una copia della statua originale di Lucio Munazio Planco, attualmente a Roma.
Sopra la porta si trova, ancora quasi perfettamente conservata, un’iscrizione dedicatoria inclusa in una cornice. Il testo è il seguente: L. MUNATIUS  L (ucii)  F (ilius) L (ucii) N(epos) L(ucii) PRON(epos) PLANCUS CO(n)S(ul) CENS(or) IMP(erator) ITER(um) VII VIR EPULON(um) TRIUMP(hator) EX RAETIS AEDEM SATURN(i) FECIT DE MANIBIS AGROS DIVISIT IN ITALIA BENEVENTI IN GALLIA COLONIAS DEDUXIT LUGUDUNUM ET RAURICAM ovvero “Lucio Munazio Planco, figlio di Lucio, nipote di Lucio, pronipote di Lucio, console, censore, imperatore per due volte, settemviro degli epuloni, trionfatore dei Reti, fece col bottino il tempio di Saturno, divise i campi in Italia a Benevento, fondò in Gallia le colonie di Lugduno (Lione) e Raurica (Basilea)”.
Il diametro della struttura misura 29,54 metri, la circonferenza esterna ne misura 93,10, mentre l'altezza è di 9 metri.